# 브라운 아이드 걸스
브라운 아이드 걸스(영어: Brown Eyed Girls)는 대한민국의 걸 그룹이다. 제아, 미료, 나르샤, 가인 4명으로 이루어져 있으며, 에이팝엔터테인먼트 소속이다.

## 역사

### 2003–07: Your Story, 떠나라 미스김
작곡가이자 가수 윤일상은 2000년대에 들어서면서 내가네트워크라는 연예 기획사를 설립했고 당시 제아가 초창기 연습생으로 합류했다. 브라운 아이드 걸스의 초기 팀명인 크레센도라는 이름을 내걸고 제아를 비롯한 나머지 3명의 멤버는 데뷔를 준비했다. 하지만 브라운 아이드 걸스로 이름을 바꾸기 직전 여러 가지 이유로 제아를 제외한 멤버들이 팀에서 나갔다. 브라운 아이드 걸스라는 팀명은 브라운 아이즈, 브라운 아이드 소울까지 성공시킨 박종갑과 식사자리에서 윤일상이 우연히 "브라운 아이드소울이 있으니 브라운아이드 걸스도 있으면 좋을 것 같다."며 이름 사용 허락을 구하면서 지어졌다. 이후 윤일상은 방송에 대한 의존을 줄이고 음악성 위주의 화음이 아름답고 거기에 랩까지 겸비된 당시 한국에 없었던 그룹을 만들기로 마음먹었다. 또한 윤일상은 일본 그룹 소울헤드와 같은 랩이 있는 알앤비, 소울 풍의 그룹을 만들고 싶어했다. 허니패밀리의 객원래퍼였던 미료는 허니패밀리 2집 이후 미스터 타이푼과 함께 힙합 듀오(가칭 "프로펠라")를 결성하려 하였으나, 여의치 않아 가수 린과 영지의 소개로 내가네트워크의 오디션을 통해 브라운 아이드 걸스 프로젝트에 먼저 합류하였다. 이후 오디션을 통해 나르샤와 가인이 합류하게 된다. 고음부를 맡아줄 멤버가 필요했던 차에, 고등학생때부터 제아와 안면이 있는 친구 사이였으며 같은 실용음악학원을 다니며 가수의 꿈을 키웠던 나르샤는 여러 기획사에서 연습생으로만 수 년 동안 지내다 제대로 데뷔를 못하고 있던 차에, 가수의 꿈을 거의 포기한 채 지냈다. 그러다가 제아의 연락을 받고 내가네트워크 오디션에 응시하여 합격 통보를 받으면서 합류하게 되었다. 가인은 Mnet 오디션 프로그램 《배틀신화》에 참가했다가 떨어졌다. 그때 내가네트워크의 작곡가 안정훈이 가인을 회사에 소개시켜 제아, 나르샤, 미료 앞에서 오디션을 보게 되었고, 세 멤버들의 승인 아래 가장 마지막으로 합류했다.
브라운 아이드 걸스는 데뷔 이전에 약 3년여의 하드 트레이닝을 거쳐 2006년 3월 9일 첫 정규 앨범 《Your Story》를 발매했다. 이 앨범에는 윤일상, 오승은, 바비킴, 김건우, 함경문, 김영아, 이태건 등 유명한 프로듀서들이 대거 참여했으며, MC몽과 바비킴이 랩 피처링으로 참여했다. 데뷔 초에는 여자 브라운아이즈를 표방하며 방송 활동 없이 활동하겠다고 했으나, 처음의 계획과 달리 타이틀곡 〈다가와서〉로 방송활동을 시작했다. 2006년 5월 30일에는 첫 싱글 〈Hold The Line〉을 발매했는데, 조PD가 피처링으로 참여했다. 이 노래는 온라인 음원 차트 상위권에 머물렀었다. 또한 이 노래로 제1회 싸이월드 디지털 뮤직 어워드 송 오브 더 몬스상을 받았다. 2006년 7월 1일과 2일 양일에 걸쳐서는 서울 대학로 질러홀에서 첫 콘서트 First Concert Your Story를 열었다. 이들은 당시 콘서트장에서 "한국의 데스티니 차일드"가 되고 싶다고 말했다. 8월 25일에는 《Your Story》의 리패키지 앨범을 발매하고 9월 9일 쇼케이스를 시작으로 리패키지 앨범의 타이틀곡이자 후속곡 〈Second〉로 활동을 이어 나갔다. 그룹 활동 외에도 9월 8일 제아는 씨야의 김연지와 함께 싱글 〈To My Lover〉를, 11월 16일 가인은 SG 워너비의 김용준과 〈Must Have Love〉를 발표했다. 같은 달 나르샤는 가리온과 함께 영화 《잔혹한 출근》의 엔딩곡 〈피할 수 없다면〉을 발표했다. 같은 해 12월 1일 열린 서울가요대상에서 슈퍼주니어, 씨야와 함께 공동으로 신인상을 수상했다. 나중에 브라운 아이드 걸스 본인들은 "얼굴없는 가수"라는 컨셉이 정해졌다는 말을 듣고 눈물을 흘렸으며, 가인은 "사기당한 기분이었다"라고 회상했다.
2007년 6월 21일에는 싱글 〈내가 여름이다〉를 발표했고, 쿨의 이재훈이 피처링으로 참여한 타이틀곡 〈오아시스〉로 활동했다. 싱글 활동으로 조금이나마 대중적인 활동으로 이름을 알린 뒤, 2007년 9월 6일 두 번째 정규 앨범 《떠나라 미스김》을 발매한다. 이 앨범은 브라운 아이드 걸스의 본래의 음악적 색깔을 다시한번 확인 시켜준 앨범이였다. 타이틀 곡인 〈너에게 속았다〉는 같은 날 발표된 원더걸스의 "Tell Me"에 묻히는 바람에 훌륭한 작품성에도 불구하고 대중의 급격한 기호 변화를 읽지 못했다는 평가가 뒤따랐다. 또한 이 앨범은 1년 6개월만에 나온 새 정규 앨범인데도 불구하고, 〈오아시스〉의 화제로 대중들은 후속앨범인것처럼 받아들였다. 타이틀곡의 상업적인 실패 후, 2007년 말 짧은 기간 동안 〈하필이면〉이라는 후속곡으로 잠시 활동을 한 후 야심차게 준비했던 정규 앨범 2집의 프로모션 활동을 끝냈다. 2007년 12월 27일에는 내가 겨울이다라는 제목으로 두 번째 콘서트를 열었는데, 첫 번째 콘서트보다 2배 이상 커진 규모로 열었다. 이 외에 〈남자는 없다〉, 〈떠나라 미스김〉 등 많은 후속곡 활동을 펼칠 예정이였으나, 타이틀 곡의 상업적 실패로 모두 무산되고 말았다. 브아걸은 여러 방송에서 이 시기가 가장 힘들었던 시기였으며, 두 번째 정규 앨범 《떠나라 미스김》은 가장 마음 아픈 앨범이었다고 이야기했다.

### 2008–09: Sound G.

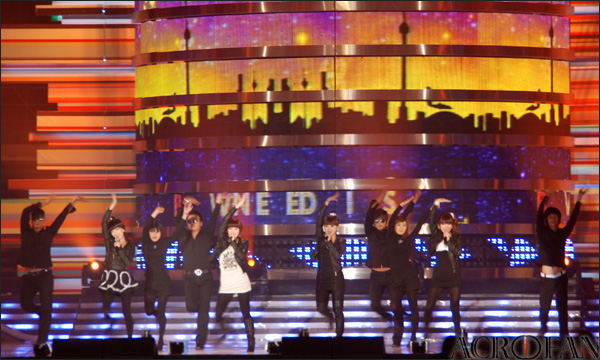
2008년 11월 9일 제9회 2008 사랑나눔콘서트에서 공연 중인 브라운 아이드 걸스,

2008년부터 일렉트로니카 유행이 시작되자 브라운 아이드 걸스도 이에 맞춰 변신을 시도했다. 장르의 전환이 될 첫 앨범은 "With L.O.V.E"라는 싱글 앨범이였고, 2008년 1월 17일 발매되었다. 타이틀 곡 "L.O.V.E"는 일렉트로팝 장르의 노래였는데, 일렉트로니카 씬의 선두주자로 꼽히는 세인트바이너리가 참여했다. 원래 "With L.O.V.E"의 타이틀 곡으로는 재즈 풍 그루브 장르의 "Love Action"이 선정 돼 뮤직비디오까지 촬영을 끝낸 상태였지만, 앨범 발매 1주를 앞두고 뒤늦게 완성된 "L.O.V.E"의 퀄리티가 뛰어나 타이틀 곡을 바꿨다. "L.O.V.E"는 공개가 되자마자 무서운 상승세를 이어갔고, 각종 차트의 정상을 휩쓸었다. 뿐만 아니라 《인기가요》의 뮤티즌 송, 《뮤직뱅크》의 K-차트에서 1위를 차지하며 지상파 차트에서도 정상을 차지했다. 9월 12일에는 새 앨범 발매에 앞서 "You"를 선공개했고, 9월 16일 첫 미니 앨범 My Style을 발매하며 활동을 이어나갔다. 타이틀곡은 용감한 형제가 작곡한 일렉트로닉 장르의 〈어쩌다〉로, 복고풍 컨셉으로 활동했다. "You"와 〈어쩌다〉는 큰 인기를 얻었지만, 비슷한 시기 활동하던 원더걸스의 "Nobody"로 인해 〈어쩌다〉는 가요프로그램 순위에서 8주 동안 2위만 했다. 10월 30일에는 "My Style (Hidden Track)"이라는 싱글을 발매했고, 원래 팬 서비스용 곡이였던 히든 트랙 "My Style"이 이외에 인기를 얻으면서 후속곡 활동을 하기로 결정했다. "My Style"도 차트 상위권에 진입하며 대한민국의 대표적인 걸 그룹으로 올라섰다. 12월 10일에는 2008 골든디스크상에서 "L.O.V.E"로 디지털 음원 부문 본상을 수상했다.
2009년 7월 21일 여름을 맞아 브아걸은 세 번째 정규 앨범 Sound G.를 발매한다. 이번 앨범에는 대한민국에 내로라하는 테크노 뮤지션들과의 공동작업을 했다. Sound G.는 총 2장의 2CD로 이루어져 있었는데, 정규 수록곡이 수록된 첫 번째 CD외에 기존의 브라운 아이드 걸스의 히트곡들을 새롭게 리믹스한 두 번째 CD에는 여러 나라 정상급의 테크노 뮤지션들이 참여했다. 앨범 발매에 앞서 7월 11일 수록곡 "Candy Man"을 선공개해 컴백에 대한 기대감을 높였고, 음원 차트 상위권에 진입했다. 한편, 비슷한 시기 멤버 나르샤가 뮤직비디오 촬영 중 큰 부상을 입을 뻔한 사고가 일어나기도 했다. 이후 황수아 감독이 만든 "Abracadabra"의 뮤직비디오가 공개되었고, 동성애와 선정적인 장면 등 큰 화제를 모았다. 파격적인 장면들 때문에 지상파 심의에 걸리기도 했지만, 시건방춤이 인기를 모으며 8월 뮤직비디오 차트 1위를 차지했다. 타이틀 곡 "Abracadabra"는 공개되자마자 수직상승해 모든 음원 사이트뿐만 아니라 케이블 차트까지 점령했다. 특히 투애니원, 소녀시대, 지드래곤 등과 같은 가수들을 이기고 8월 종합 차트에서 1위를 거두었고, 싸이월드 디지털 뮤직 어워드에서 송 오브 더 먼스 상을 받았다. 타이틀 곡 활동이 막바지 활동에 이를 때, CD2에 실린 프랙탈이 리믹스한 "Abracadabra"로도 잠시 활동을 하고 마쳤다. 이어 2009년 10월 29일 후속 EP 앨범 Sound-G Sign을 발매했다. 타이틀 곡은 "Sign"으로 10월 30일 "Sign"의 뮤직비디오가 공개되었는데, 꼬챙이로 사람을 찔러 피가 흘르는 등 파격적인 장면으로 또 다시 뮤직비디오로 화제를 모았다. "Sign"의 안무 중 부채를 이용한 일명 '마사지 춤'으로 활동을 시작했고, 상위권을 유지하는 등 연속적으로 히트를 쳤다. 이번 활동을 통해 브라운 아이드 걸스는 최고의 전성기를 맞았고, 음원 수익만 100억원에 달했다. 또한 기존의 이미지에서 장르의 전환을 성공했다는 평을 받았지만, 일부에서는 기존의 정체성을 잃어간다는 의견도 있었다.
공식 앨범 활동을 마치고 브라운 아이드 걸스는 이번 활동부터 개인 활동을 활발히 시작했다. 기존에 가장 인기가 있었던 멤버 가인은 《우리 결혼 했어요》에 출연하게 되었고, 조권과 함께 "아담부부"로써 많은 인기를 누리지만, 새로운 앨범 활동을 위해 2011년 하차를 하게 된다. 가인은 또한 영화 《내 사랑 내 곁에》에서도 비중은 작지만 영화 데뷔를 했다. 나르샤는 《청춘불패》에 출연을 하며 새로운 예능 기대주로 발돋음했다. 미료는 많은 가수들에게 랩 피처링 제의가 일었다. 이러한 개인 활동은 2010년까지 이어가게 된다. 한편, 나르샤, 제아, 미료는 초기활동 시기 풋풋한 컨셉을 위해 나이를 2살 어리게 낮췄지만, 브아걸이 예능에 나와 실제로는 나이가 더 많다고 밝혔다.

### 2010–14: Sixth Sense, BLACK BOX

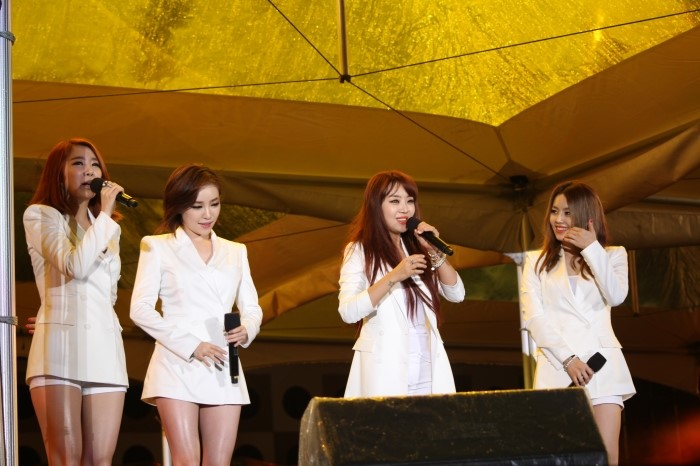
2012년 7월 10일 2012 여수 엑스포에서 공연 중의 브라운 아이드 걸스.

2010년 4월이 되자 브라운 아이드 걸스는 EP 앨범 Festa on Ice 2010을 발매했는데, 이는 2010년 4월 16-18일 올림픽공원 체조경기장에서 개최된 페스타 온 아이스 2010을 장식하기 위한 테마음반이다. 이 시기에 브아걸 멤버들은 개별 활동에 박차를 가했다. 나르샤는 《청춘불패》, 《영웅호걸》 등의 예능 프로그램 출연에 이어 《나르샤의 볼륨을 높여요》를 통해 DJ로써도 활동을 시작했다. 2010년 7월에는 첫 솔로 앨범인 Narsha를 발매해 〈삐리빠빠〉와 〈맘마미아〉로 활동했다. 이러한 바쁜 활동을 이어가자 나르샤는 과로로 쓰러지기도 했다. 2010년 10월에는 가인이 나르샤에 이어 솔로 앨범 step 2/4를 발매했고, 《우리 결혼 했어요》 활동도 계속 이어갔다. 특히 솔로 앨범의 타이틀 곡이였던 〈돌이킬 수 없는〉은 일렉트로 탱고라는 장르를 내웠는데, 각종 차트 정상을 차지하며 지상파에서도 솔로 첫 1위에 올라 성공적인 활동을 했다. 12월 28일에는 제아와 엠블랙의 지오가 듀엣 곡 〈니가 따끔 거려서〉를 발표했다.
한편 3집 활동 이후 해외에서 브라운 아이드 걸스에 대한 관심도가 높아졌는데, 싱가폴, 베트남, 미국, 몽골 등에서 공연을 펼쳤다. 특히나 유튜브와 구글에서 브라운 아이드 걸스의 안무와 노래를 패러디하는 해외 동영상들이 많이 늘어났다. 브아걸은 일본에 대한 정식적인 진출을 선언했고, 소니 뮤직 재팬 인터내셔널과 계약을 맺어 일본어판 "Abracadabra" 및 DVD가 수록된 초회 한정판 발매를 기념하는 쇼케이스 및 미니 라이브가 동경의 하라주쿠 아스트로홀에서 성공적으로 마쳤다.
2011년 9월 16일 브라운 아이드 걸스는 네 번째 정규 앨범 발매에 앞서 "Hot Shot"을 선공개 해 좋은 반응을 얻었다. 이후 9월 23일, 동명의 "Sixth Sense"를 타이틀곡으로 한 네 번째 정규 앨범 Sixth Sense를 발매해 활동하였다. 11월에는 5년 만에 "Cleansing cream"을 발매해 팬들에게 발라드를 선보였다. 2012년 12월에는 대한민국 걸그룹 최초로 19세 이상의 성인 관객을 대상으로 한 Tonight 37.2 °C 콘서트를 개최하였다.
2013년 7월 9일 브라운 아이드 걸스는 새 앨범 발매에 앞서 싱글 〈레시피〉를 발매했다. 7월 28일에는 다섯 번째 정규 앨범 BLACK BOX를 발매하여 활동했다.

### 2015–20: BASIC, RE_vive, 2019년 겨울 첫눈으로 만든 그댈 2020년 눈으로 다시 만들 순 없겠지만
다섯 번째 정규 음반 《BLACK BOX》 이후 브라운 아이드 걸스 멤버들은 개인 활동에 집중했고, 해체설이 나오기도 했지만 소속사측에서 사실 무근이라고 발표했다. 비슷한 시기 내가네크워크와 계약이 끝나 멤버들 모두가 가인이 소속된 에이팝엔터테인먼트로 옮겼다. 2015년 11월 5일 여섯 번째 정규 음반 《BASIC》이 발매되었다.
2019년 10월 28일 리메이크 음반 《RE_vive》으로 4년 만에 컴백하였다. 전곡이 리메이크한 곡이다.
2020년 1월 2일 디지털 싱글 음반 《2019년 겨울 첫눈으로 만든 그댈 2020년 눈으로 다시 만들 순 없겠지만》으로 컴백하였다.

## 음악 스타일
브라운 아이드 걸스의 제작자 윤일상은 일본 그룹 소울헤드와 같은 랩이 있는 알앤비, 소울 풍의 그룹을 만들고 싶어했다. 데뷔 당시 R&B 발라드 장르들이 주류를 이루었는데, 브라운 아이드 걸스는 알앤비에 힙합이 접목된 새로운 장르인 하이브리드 소울(Hybrid Soul)을 자신들의 장르로 내세웠다. 원래부터 작곡가들의 공동체로 시작한 브아걸의 소속사 내가네트워크인 만큼, 대중적으로 쉽게 히트할 만한 멜로디 라인의 곡보다는 상대적으로 실험적인 시도를 많이 하는 편이며, 특히 2009년 Sound G. 앨범에서 다소 실험적이었던 아브라카다브라가 대박을 터뜨린 이후에는 노골적으로 파격적이고 실험적인 시도를, 멤버들의 솔로 활동을 통하여 선보이고 있다. 이는 나르샤의 솔로 앨범 타이틀 곡이었던 삐리빠빠(East4A 작곡)와 맘마미아(이민수 작곡)에서도 이어졌으며, 2010년 10월 발표된 가인의 솔로 앨범도 윤상과 이민수의 공동작업물인 타이틀 곡 "돌이킬 수 없는"은 아스토르 피아졸라풍의 반도네온 연주가 인상적인 탱고 리듬에 일렉트로닉 비트를 얹힌, 다소 실험적인 곡이었다. 브라운 아이드 걸스는 대한민국에서 실력파로 인정받고 있는 걸 그룹으로써 1집과 2집 동안에는 알앤비를 주 장르로 삼았지만, 3집으로 넘어가면서 댄스 그룹으로 전환하였다. 3집의 타이틀곡 "Abracadabra"는 기존에 유행하던 '후크송' 류에 조금 더 브라운 아이드 걸스의 특색을 실어내어 무게감있는 리듬과 자극적이면서도 이국적인 도입부의 사운드, 시원하게 터지는 느낌의 후렴구, voodoo를 연상시키는 인상적인 가사가 잘 어우러진다는 평가를 받았다. 음악전문가들은 보컬에 무게를 둔 그룹으로써는 어려운 도전이라 할 수 있는 일렉트로니카 장르의 곡을 무리 없이 소화했다는 평가를 하였다.

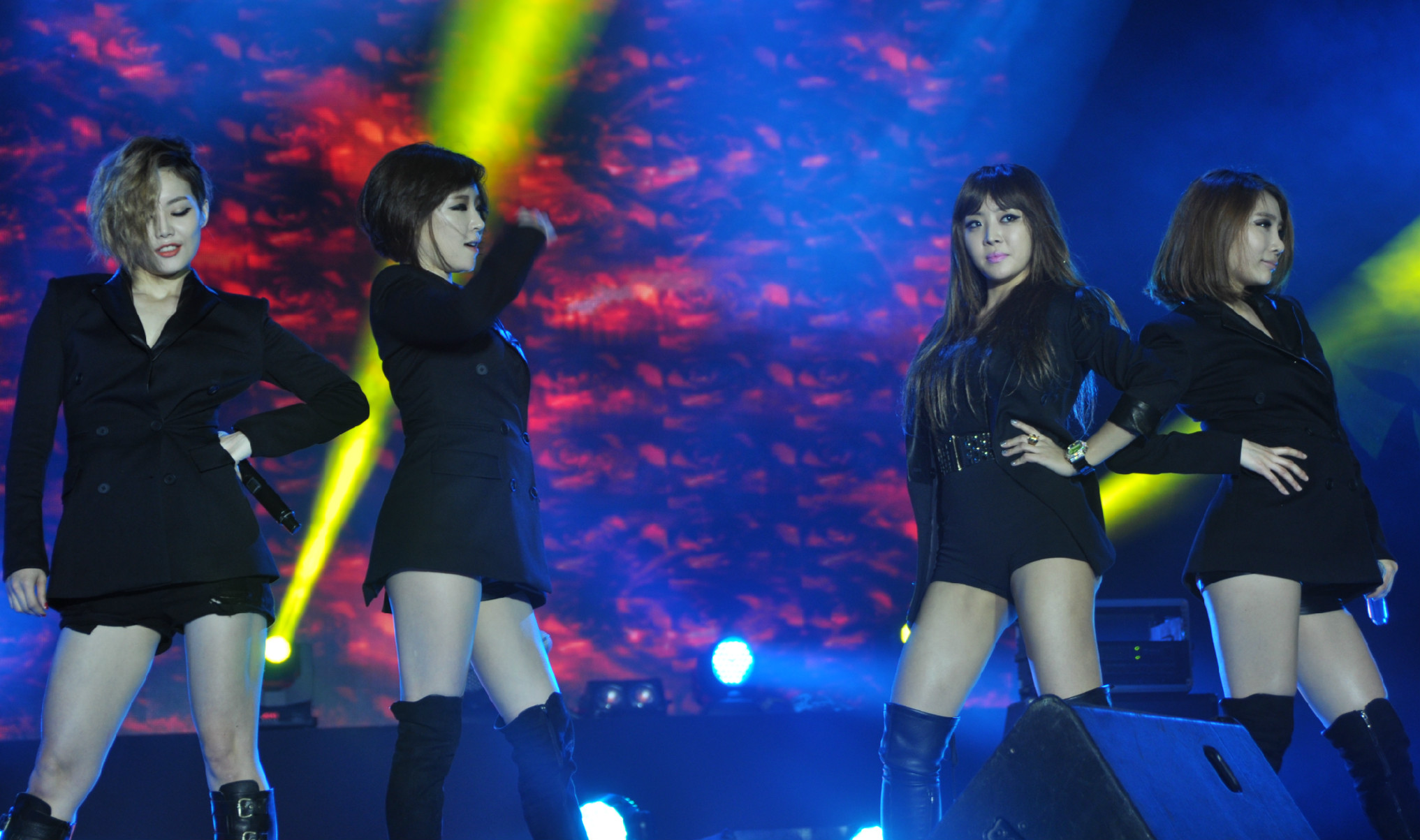
2012년 5월 26일 하노이에서 열린 MTV EXIT에서 공연 중인 브라운 아이드 걸스

2008년부터는 장르를 전환했는데, 일부에선 데뷔 당시 소울 음악을 상징하다시피 한 'Brown Eyed'라는 이름과, 현재 브라운 아이드 걸스를 대중에게 크게 알려지게 한 일렉트로니카 음악과는 서로 음악색이 맞지 않는다고 비판하였다. 몇몇 평론가들 또한 브라운 아이드 걸스의 변화를 시장 트렌드에 의해 정체성을 잃어가는 것이 아닌가 하는 의구심을 제기하였다. 브라운 아이드 걸스 자신들 역시 정체성의 혼란이 있었다고 한 일간지 인터뷰에서 밝히기도 하였다. 하지만 또 다른 라디오 인터뷰에서는 자신들은 발라드를 선호하지만 대중들이 댄스 음악을 더 원하는 것 같고 가수는 대중들을 사랑을 얻어야 하며 자신들 또한 대중들이 즐거워하는 노래를 부르면 기분이 좋기 때문에 댄스 음악도 나쁘지 않다고 하였다. 이러한 논란들을 뒤로 하고 이들의 3집 앨범인 Sound G.에 이르러서는 충실한 음악성과 트렌드를 선도하는 대중성이 잘 만나 기존의 걸그룹들과 차별화된 성공을 거두었다는 평가도 나오게 되었다. 특히 최근 인터뷰에서는 이들은 매 앨범마다 트렌드는 바뀌었을지라도 1집부터 이들이 하고 싶었던 음악들을 꾸준히 추구하려고 했으며 걸그룹들에 대해 단순히 트랜드만을 쫓는 상품으로 보는 것이 아니라 스스로 주체의식을 가진 진정한 가수로 인식해 주기를 바라는 바램을 이야기하기도 하였다. 하지만, 발라드를 부르던 시절의 인터뷰에서도 이들의 평소에 즐겨듣는 음악으로는 가인의 경우 애시드 재즈 그룹인 D' sound나, 나르샤의 경우, 하우스룰즈 같은 리듬감이 살아 있는 그루브한 음악도 좋아한다고 했던 것으로 미루어보아, 시류에 영합하여 댄스 음악으로 갈아탔다고 보기 보다는, 정말 본인들이 하고 싶었던 음악 중의 하나로서 댄스 풍의 빠른 음악을 선보이면서, 그동안 대중들한테 상대적으로 제대로 소개되지 못했던 국내 언더그라운드의 테크노 뮤지션들(세인트바이너리 등)과의 공동 작업을 통해서 주류 가요계에 새롭고 신선한 시도를 끊임없이 선보이고 있다고도 보인다. 한편, 댄서블한 음악을 선보이게 되면서 "L.O.V.E", <어쩌다> 활동에서는 간간히 곁들이던 정도였던 댄스와 퍼포먼스는 "Abracadabra" 활동을 시작하면서부터는 강렬한 노래의 주제에 걸맞은 사전에 치밀하게 계산된 안무와 퍼포먼스(미료의 LED안경, 시건방춤, 나르샤의 불꽃 퍼포먼스 등)를 선보이면서, 이는 다소 실험적이었던 진보적인 테크노 비트와 유기적으로 결합하여, 보는 시청자로 하여금 강렬한 음악의 효과를 배가시켜서 받아들이게 되면서, 큰 대중적인 인기를 얻는 원동력이 되었다고 멤버들 스스로도 평가하였다.
브라운 아이드 걸스의 멤버 구성은 보컬 세 명에 랩만 전문적으로 맡는 멤버 한 명이라는 당시로서는 독특한 멤버 구성이었다. 리더 제아는 팀 내 메인보컬과 서브보컬과 같은 포지션이 따로 없다고 밝히며 "브라운 아이드 걸스는 멤버 모두 메인보컬이다. 그게 우리 그룹 콘셉트다"라고 이야기했다.

## 구성원
| 이름   | 소개 |
| ------ | --- |
| 제아   | - 본명 : 김효진 (金孝珍) - 생년월일 : 1981년 9월 18일(43세) - 출생지 : 대한민국 서울특별시 강남구 일원동 - 학력 : 동아방송예술대학교 영상음악, 보컬과 (졸업) - 포지션 : 리더, 메인보컬 - 활동기간 : 2006년 3월 2일 ~ 현재      |
| 미료   | - 본명 : 조미혜 (趙美慧) - 생년월일 : 1981년 11월 2일(43세) - 출생지 : 대한민국 전라남도 순천시 - 학력 : 중앙대학교 광고홍보학과 (졸업) - 포지션 : 메인래퍼 - 활동기간 : 2006년 3월 2일 ~ 현재                                 |
| 나르샤 | - 본명 : 박효진 (朴效眞) - 생년월일 : 1981년 12월 28일(43세) - 출생지 : 대한민국 서울특별시 중랑구 면목동 - 학력 : 동아방송예술대학교 영상음악, 보컬과 (졸업) - 포지션 : 리드보컬, 리드댄서 - 활동기간 : 2006년 3월 2일 ~ 현재 |
| 가인   | - 본명 : 손가인 (孫佳人) - 생년월일 : 1987년 9월 20일(37세) - 출생지 : 대한민국 서울특별시 강서구 화곡동 - 학력 : 덕원여자고등학교 (졸업) - 포지션 : 리드보컬, 메인댄서 - 활동기간 : 2006년 3월 2일 ~ 현재                     |

## 음반 목록
- 《Your Story》 (2006년)
- 《떠나라 미스김》 (2007년)
- 《Sound G.》 (2009년)
- 《Sixth Sense》 (2011년)
- 《BLACK BOX》 (2013년)
- 《BASIC》 (2015년)
- 《RE_vive》 (2019년)

## 콘서트
- First Concert Your Story (2006년)
- 내가 겨울이다 (2007년)
- Hot Winter Party (2010년)
- Tonight 37.2 °C (2012년)